# Архитектура Хорватии
Архитектура Хорватии (хорв. Hrvatska arhitektura) — развитие архитектуры на территории современного государства Хорватии в Юго-Восточной Европе охватывает период фактически с начала н. э. до настоящего времени и проходит в той или иной степени все основные этапы развития европейской архитектуры, претерпевая многочисленные влияния стран и народов, которые в тот или иной период истории контролировали земли нынешней Хорватии.
Особенностью архитектуры Хорватии является тесное переплетение на протяжении всей истории культурных традиций Запада и Востока. Другой важной чертой развития зодчества на землях Хорватии был относительно ранний и высокий уровень их урбанизации, ведь в стране много городов, основанных ещё в античный или средневековый период. Несомненной вершиной архитектурного творчества на территории Хорватии стало зодчество периода Далматинского Ренессанса; значительное влияние на хорватскую архитектуру имело также пребывания в составе Австро-Венгрии, что позволило работать в хорватских городах многим архитекторам, как австрийским, так и представителям других национальностей со всей империи, что в целом определило современный внешний вид многих городов, в том числе и столицы страны Загреба. Создание хорватского государства (в форме объединения с соседними южнославянскими странами), и окончательное обретение независимости (1991) также стало толчком для усиленного развития и осовременивания архитектуры Хорватии.

## Античность и Средневековье
На территории Хорватии сохранились остатки укрепленных поселений, руины многочисленных античных, главным образом римских, городов на побережье Адриатического моря (Салона близ современного Солина).
Римская античность особенно ощущается в Пуле — здесь находится прекрасно сохранившийся амфитеатр (I век до н. э. — I век н. э.), арка Сергия и храм Августа (I век н. э.), а также в Сплите — Дворец Диоклетиана (начало IV века).
К раннему византийскому периоду относятся Евфразиева базилика в Порече (III—VI века), украшенная мозаиками, которые по художественной ценности сопоставимы с мозаиками Равенны в Италии, а также базилика V—VI веков в Салоне (современный Солин).
В конце IX — в начале XII века, в период фактически самостоятельного хорватского государства, в зодчестве воплощались как центральноевропейские, так и византийские традиции. До сих пор сохранились постройки (или их остатки) этого периода, как культовые, так и светского назначения. Это, в частности, одна из крупнейших церквей IX века редкого для Хорватии ротондового типа Церковь Святого Доната в Задаре, что является крупнейшим сооружением дороманского периода на территории страны, также базилики в Задаре и Трогир), княжеские дворцы (например, в Биячах вблизи Сплита).
Романский стиль проник в Хорватию в конце XII века из Северной Италии и Центральной Европы (церковь св. Кршевана, 1175 и другие в Задаре).
С XIII века господствующим архитектурным стилем на хорватских землях стала готика. Этот стиль характерен для архитектуры городов Крка, Раба, Трогира (кафедральный собор и портал Радована, 1240) и для Пазина. Готическими являются также древнейшие образцы застройки в столице страны Загребе — это, в частности, кафедральный собор XIII века и церковь св. Марка).
В XV—XVI веках в связи с угрозой османского нашествия усилился рост укрепленных городов (крепостные укрепления в Загребе). В целом же города Адриатического побережья сохраняли регулярный план застройки, унаследованный ещё с античных времен, в то время как города Северной Хорватии имели нерегулярную планировку и скученную малоэтажную застройку. Во многих торговых городах на побережье Далмации в средневековье строили каменные здания городских коммун, базилики с отдельными колокольнями. Строгие фасады церквей украшались аркатурами. Наивысшим достижением романской скульптуры являются резные двери кафедрального собора в Сплите (1214, мастер Андрей Бувине).
Города Северной Хорватии выполняли роль крепостей и возводились исключительно для защиты от нападений турок (Велики Табор с мощными башнями, XVI века и Карловац). В Славонии и в Загорье недалеко от Загреба сохранились многочисленные замки знати (Тракошчан). В основном эти замки в плане имели форму неправильного многоугольника с мощными приземистыми башнями (замок в Вараждине, бывшей столице Хорватии до её переноса в Загреб).

## Далматинский Ренессанс
На хорватской Адриатике этот же период отметился переходом от романского стиля и готики к Возрождению. Ренессанс определил внешний вид многочисленных далматинских и островных городов — Дубровника, Шибеника, Осора, Пага, Хвар и Корчулы.
Вершиной далматинского ренессанса является собор святого Иакова в Шибенике, который возводился более века в 1431—1536 гг. (освящение храма состоялось в 1555 году) целая плеяда талантливых зодчих, в том числе Юрай Далматинец и Никола Флорентинец.
Дубровник по количеству ренессансных памятников, прекрасно сохранившиеся до наших дней, можно сравнить лишь с Венецией и некоторыми другими городами Италии — крепостные стены и башни, общественные сооружения, церкви, дома и дворцы (Княжий двор 2-й половины XV в., таможня и монетный двор, дворец Спонца начале XVI века и т. д.).
В Центральной Хорватии черты ренессанса проявились в миниатюре и редких образцах алтарной живописи, подвергшихся воздействиям Южной Германии и Нидерландов.

## Барокко, классицизм, историзм
Во 2-й половине XVI—XVIII веке строительство на территории Хорватии резко сократилось из-за османского нашествия и австро-турецкой войны.
На смену ренессансу пришло барокко — этот стиль определил архитектурное лицо Вараждин, Беловар, Вуковара. В северохорватских городах (Вараждин, Пожега, Славонский Брод, Вуковар, Беловар, Дарувар т.д.) барокко проникало в середине XVII века благодаря итальянским и австрийским архитекторам. В XVIII веке в стиле барокко активно строили в Риеке, Осиеци и Загребе.
Яркими памятниками барокко в Хорватии являются:
- Собор Святого Вита, Риека (1638—1727);
- Церковь св. Екатерины, Загреб;
- Церковь святого Власия, Дубровник (начало XVIII века);
- дворец Оршич-Раухов, Загреб (конец XVIII века);
- дворец Пататичев, Вараждин.

В начале XIX века появились постройки в стиле классицизма — в частности, дворцы, построенные архитектором Б. Фелбингером в Загребе, в том числе дворец Елачича.
XIX век ознаменовался также хаотическим ростом городов в результате развития промышленности и первыми попытками введения регулярных планов застройки (в Загребе, 1880-е годы). Хотя другие хорватские города сохраняли средневековую нерегулярную застройку вплоть до середины XX века. Активнее развивался именно Загреб (общественные здания, парки и Мирогой, что является одним из красивейших кладбищ в Европе), а также Осиек и Риека.
Во 2-й половине XIX века господствующим в хорватской архитектуре стал историзм — построен ряд общественных зданий в духе неоренессанса и необарокко, строительством руководили преимущественно иностранные архитекторы:
- Югославянская академия наук и искусств (теперь Хорватская) в Загребе, 1879 — 80;
- здания театров в хорватских городах, в том числе в строительстве или реконструкции которых участвовали сверхпопулярные во всей Европе Бюро Фельнер & Гельмер — Загребский и Риекский театры, а также возведенное Е. Векетти и А. Безичем здание Сплитского городского театра.